# Records d'Italie de cyclisme sur piste
Les records d'Italie  de cyclisme sur piste sont les meilleures performances réalisées par les pistards italiens.

## Hommes
| Épreuve                                         | Record            | Cycliste                                                     | Date            | Compétition           | Lieu                              | Ref   |
| ----------------------------------------------- | ----------------- | ------------------------------------------------------------ | --------------- | --------------------- | --------------------------------- | ----- |
| Sprint sur 200 mètres, départ lancé             | 9,941 s           | Dario Zampieri                                               | 20 août 2019    |                       | Aguascalientes, Mexique           | [ 1 ] |
| Kilomètre contre-la-montre, départ arrêté       | 59,460 s          | Matteo Bianchi                                               | 15 août 2022    | Championnats du monde | Saint-Quentin-en-Yvelines, France | [ 2 ] |
| Sprint sur 750 mètres par équipes départ arrêté | 43,497 s          | Matteo Bianchi Daniele Napolitano Mattia Predomo             | 10 janvier 2024 | Championnats d'Europe | Apeldoorn, Pays-Bas               | [ 3 ] |
| Poursuite individuelle sur 4 000 mètres         | 3 min 59 s 636 RM | Filippo Ganna                                                | 14 octobre 2022 | Championnats du monde | Saint-Quentin-en-Yvelines, France | [ 4 ] |
| Poursuite par équipes sur 4 000 mètres          | 3 min 42 s 032    | Simone Consonni Filippo Ganna Francesco Lamon Jonathan Milan | 4 août 2021     | Jeux olympiques       | Izu, Japon                        | [ 5 ] |
| Record de l'heure                               | 56,792 km RM      | Filippo Ganna                                                | 8 octobre 2022  |                       | Granges, Suisse                   | [ 6 ] |

## Femmes
| Épreuve                                         | Record         | Cycliste                                                              | Date              | Compétition           | Lieu                              | Ref    |
| ----------------------------------------------- | -------------- | --------------------------------------------------------------------- | ----------------- | --------------------- | --------------------------------- | ------ |
| Sprint sur 200 mètres, départ lancé             | 10,560 s       | Miriam Vece                                                           | 9 août 2024       | Jeux olympiques       | Saint-Quentin-en-Yvelines, France | [ 7 ]  |
| Contre-la-montre sur 500 mètres, départ arrêté  | 33,171 s       | Miriam Vece                                                           | 28 février 2020   | Championnats du monde | Berlin, Allemagne                 | [ 8 ]  |
| Sprint sur 500 mètres par équipes départ arrêté | 33,797 s       | Miriam Vece Elena Bissolati                                           | 19 octobre 2017   | Championnats d'Europe | Berlin, Allemagne                 | [ 9 ]  |
| Sprint sur 750 mètres par équipes départ arrêté | 49,001 s       | Rachele Barbieri Giada Capobianchi Miriam Vece                        | 8 février 2023    | Championnats d'Europe | Granges, Suisse                   | [ 10 ] |
| Poursuite individuelle sur 3 000 mètres         | 3 min 19 s 787 | Vittoria Bussi                                                        | 12 septembre 2024 |                       | Aguascalientes, Mexique           | [ 11 ] |
| Poursuite par équipes sur 3 000 mètres          | 3 min 25 s 612 | Simona Frapporti Beatrice Bartelloni Giulia Donato                    | 17 janvier 2013   | Coupe du monde        | Aguascalientes, Mexique           | [ 13 ] |
| Poursuite par équipes sur 4 000 mètres          | 4 min 7 s 579  | Letizia Paternoster Chiara Consonni Martina Fidanza Vittoria Guazzini | 6 août 2024       | Jeux olympiques       | Saint-Quentin-en-Yvelines, France | [ 14 ] |
| Record de l'heure                               | 50.267 km RM   | Vittoria Bussi                                                        | 13 octobre 2023   |                       | Aguascalientes, Mexique           | [ 15 ] |